# Космос 57
Космос 57 е съветски изкуствен спътник и кодово име на безпилотен полет на съветския космически кораб Восход. Мисията е безпилотно изпълнение на програмата на Восход 2. Практиката в Съветския съюз е да се дават официални имена само на успешни мисии. Неуспешните полети обикновено са обявявани с общото име „Космос“.

## Полет
Стартът е успешно осъществен на 22 февруари в 07:41 UTC от съветския космодрум Байконур с помощта на ракетата-носител Восход. Модифицираният вариант на космическия кораб „Восход 3KД“ е с възможност само за двама космонавти поради липса на място. На мястото на третия космонавт се намира пакетът на надуваемата камера с размери: диаметър 70 и дължина 77 cm. В работно състояние камерата е с дължина около 2,5 m, външен диаметър от 1,2 m и вътрешен диаметър от 1 m. Масата ѝ е около 250 kg.
Камерата е успешно задействана в около 07:50 ч. В 09:00 ч. неразрешен радиосигнал на една от наземните проследяващи станции заглушава водещия предавател и довежда до преждевременно активиране (в грешна посока) на спирачните двигатели. Това води до дестабилизиране орбитата на космическия кораб. В 10:20 ч. от центъра за управление на полета е подаден сигнал за задействане на системата за самоунищожение.
Независимо от това, пилотираният полет на кораба е планиран за след около месец.